# Český Brod
Český Brod (magyarul: Csehbród), település Csehországban, a Kolíni járásban. Český Brod Chrášťany, Černíky, Rostoklaty, Tismice, Přistoupim, Tuchoraz, Vrátkov, Klučov és Kounice településekkel határos. Lakosainak száma 7423 fő (2024. január 1.).

## Népesség
A település lakosságának változását az alábbi diagram mutatja:
| Lakosok száma | 3722 | 4758 | 5463 | 6884 | 6893 | 6670 | 6959 | 7046 | 7071 | 7423 |
|               | 1869 | 1890 | 1921 | 1950 | 1980 | 2001 | 2017 | 2019 | 2022 | 2024 |